# Zeller Bach (Isar)
Der Zeller Bach ist ein über 10 km langer Bach auf dem Gebiet der Gemeinde Dietramszell im oberbayrischen Landkreis Bad Tölz-Wolfratshausen, der nach ungefähr westlichem Lauf beim kleinen Dorf Einöd von rechts in die obere Isar mündet.

## Verlauf
Der Bach entsteht auf etwa 684 m ü. NHN südlich der Dietramszeller Einöde Osten am Nordrand des Naturschutzgebietes Klosterfilz. Hier fließen einige kleine Wasserläufe aus einer größeren Geländemulde zusammen, in deren Osten die Einöde Reith liegt, im Süden das genannte teilweise überwaldete Moor. Der mit etwa 0,5 km längste von ihnen beginnt seinen Lauf am Rand des Ortes Osten auf etwa 727 m ü. NHN in einem südwestlich angrenzenden Wäldchen. ⊙
Von seinem Zusammenfluss an läuft der Zeller Bach dann lange westsüdwestlich, zunächst am Rande des Naturschutzgebietes. Nachdem er sich davon löst, nimmt er kurz vor dem Weiler Gastwies von links auf etwa 680 m ü. NHN einen Bach auf, der zuvor den auf etwa 692,4 m ü. NHN gelegenen, über 5 ha großen Waldweiher durchlaufen hat. Den Hauptort Dietramszell in seinem Einzugsgebiet passiert er beim Kloster an dessen Südrand, einige Gehöfte liegen linksseits gegenüber. Hier überquert der nun in einer kleinen Geländemulde laufende Bach die St 2368 nach Bad Tölz, danach reihen sich weiter Ortschaften der Gemeinde am Bach: die Einöde Zellbach links am Lauf, wo ein Mündungszweig des Tränklbachs mündet, das Dorf Obermühlthal um den  Pflumpfweiher überwiegend etwas aufwärts in der Mulde des Tränklbachs, der noch vor dem bald folgenden Untermühlthal zufließt.
Danach passiert er in der sich nun wieder weitenden, von Hangwald gesäumten Talmühle die Leismühl, nimmt von seinen ersten bedeutenderen rechten Zufluss aus dem Schönegger Holz auf, kurz danach schon im Naturschutzgebiet Zellbachtal von derselben Seite den größeren Höllgraben. Dieses das Moor Uschenried schützende, sehr flache Schutzgebiet an seinem Ufer durchläuft der Bach in sehr kleinteiligen Mäandern. Nach weitere Zuflüssen höchstens mittlerer Länge darin von beiden Seiten läuft an seinem Ende der wieder etwas längere Herrngraben von links zu. Dann durchfließt er westlich das von ihm geteilte Kirchdorf Bairawies schon in der hier weiten rechten Aue der Isar, worauf er sich auf Nordwestlauf kehrt.
Am rechten Hangfuß mündet der Stiersbach, dann unterquert der Zeller Bach die hier der Isar folgende St 2072 von Bad Tölz nach Egling im Norden an der Grabmühle und teilt sich an ihr in zwei Arme. Der linke läuft in sehr gewundenem Lauf durch Auenwald in seiner natürlichen kleinen Talmulde in der Isarebene westwärts zur Mündung, der rechte wird in nordwestlicher Richtung bis zum Dorf Einöd geführt, wo er dann an einer weiteren Mühle in die Isar mündet.

## Zuflüsse
- (Bach durch den Waldweiher), links, vor Gastwies
- Tränklbach (aufwärtiger Mündungszweig), links, bei Zellbach
- Tränklbach[5], links, zwischen Ober- und Untermühltal
- (Bach aus dem Schönegger Holz), rechts, nach Leismühl
- Höllgraben, rechts, im Naturschutzgebiet Zellbachtal
- Krummbach[6], links, im Naturschutzgebiet Zellbachtal
- Herrngraben[5], links, Naturschutzgebietsgrenze gegen Bairawies
- Stiergraben, rechts, nach Bairawies

Teilung in zwei Mündungsarme bei Grabmühle